# Professor (Ehrentitel in Baden-Württemberg)
Professor oder Professorin ist ein nichtakademischer Titel, der vom Ministerpräsidenten des Bundeslandes Baden-Württemberg als Ehrentitel verliehen werden kann. Der Titel ist eine staatliche Auszeichnung des Landes für herausragende Leistungen in der Wissenschaft, steht aber in keinem Zusammenhang mit einer Professur amtlich bestellter Hochschullehrer.

## Geschichte
Das Recht des Ministerpräsidenten fußte zunächst auf einem von Adolf Hitler erlassenen Gesetz und wurde erst 2009 mit dem Auszeichnungsgesetz auf eine neue rechtliche Grundlage gestellt. Die Opposition lehnte die Neufassung damals ab, da die Auszeichnung eine Verwechslungsgefahr mit Professoren als Amtsträgern berge und nicht mehr zeitgemäß sei. Mit der Neufassung wurde festgelegt, dass die Auszeichnung nicht mehr als viermal im Jahr vergeben werden soll. Der Titelträger sollte in der Regel das sechzigste Lebensjahr vollendet haben.

## Voraussetzungen
Verleihungsvoraussetzung sind herausragende Leistungen oder deren Vermittlung in folgenden Bereichen:
- Wissenschaft
- Kunst
- Forschung

Diese Leistungen müssen nicht nur über einen längeren Zeitraum erbracht worden sein, sondern auch nachweislich einen außergewöhnlichen Beitrag zur Wissenschaft, zur Kunst, zur Forschung oder zum Geistesleben des Landes erbracht haben. Eine Verleihung für Verdienste in Lehre und Forschung an einer Hochschule oder an einer überwiegend mit öffentlichen Mitteln finanzierten Forschungseinrichtung ist ausgeschlossen, ebenso eine Verleihung an Personen, die bereits die akademische Berufsbezeichnung des Professors führen. Im Übrigen kommt eine Verleihung an Angehörige des öffentlichen Dienstes frühestens mit dem altersbedingten Ausscheiden aus dem Dienst in Betracht.
Der Ehrentitel wird ohne Zusatz geführt. Das fachlich zuständige Ministerium kann in der Regel aufgrund zweier akademischer Gutachten über die Verleihung des Titels entscheiden. Die Verleihungsurkunde trägt die Unterschrift des Ministerpräsidenten und das große Dienstsiegel des Landes Baden-Württemberg.

## Bekannte Träger (Auswahl)
→ Siehe auch Kategorie: Ehrenprofessor des Landes Baden-Württemberg
- Winfried Aßfalg, 2019
- Jürgen Budday, 2011[3]
- Jörg Faerber, 1986
- Dieter Hundt, 2010[4]
- Thomas Schmid, 2024
- Wolfgang Schuster, 2013[5]
- Adalbert Seifriz, 1979
- Erwin Teufel, 2015[6]
- Felix Wankel, 1987
- Angelika Zahrnt, 2009[7]
- Jörg Zink, 2015
- Walther Zügel, 2009[8]